# Wacław Romuald Kochański
Wacław Romuald Kochański (ur. 20 kwietnia?/2 maja 1878 w Kamieńcu Podolskim, zm. 5 czerwca 1939 w Warszawie) – polski skrzypek i pedagog muzyczny.

## Życiorys
Syn Stanisława Kochańskiego i Joanny z Olędzkich, mąż Olgi Kochańskiej, ojciec Jana Kazimierza Kochańskiego.
Od dzieciństwa uczył się gry na skrzypcach, po raz pierwszy wystąpił publicznie w wieku siedmiu lat. Uczęszczał do męskiego gimnazjum w Kamieńcu Podolskim, kończąc naukę ze srebrnym medalem. W okresie nauki organizował tajną polską bibliotekę.
Studiował wiolinistykę w Sankt Petersburgu u Leopolda Auera i w Kijowie u Otakara Ševčíka. Do początku rewolucji 1905 roku był koncertmistrzem Filharmonii Petersburskiej. W tym samym roku przeniósł się do Lwowa, gdzie do roku 1914 prowadził klasę skrzypiec w Instytucie Muzycznym Heleny Ottawowej we Lwowie. W latach 1920–1921 był profesorem Konserwatorium Polskiego Towarzystwa Muzycznego we Lwowie.
W latach 1921–1922 przebywał w Stanach Zjednoczonych, prowadząc działalność pedagogiczną i koncertową. W 1923 zamieszkał w Warszawie, obejmując stanowisko profesora klasy skrzypiec Konserwatorium Muzycznego. 20 października 1936 został mianowany przez Ministra Wyznań Religijnych i Oświecenia Publicznego wicedyrektorem konserwatorium warszawskiego na okres trzech lat. Prowadził też działalność koncertową. Dla wytwórni płytowej „Syrena Record” nagrał w roku 1930 m.in. transkrypcje skrzypcowe utworów Chopina.

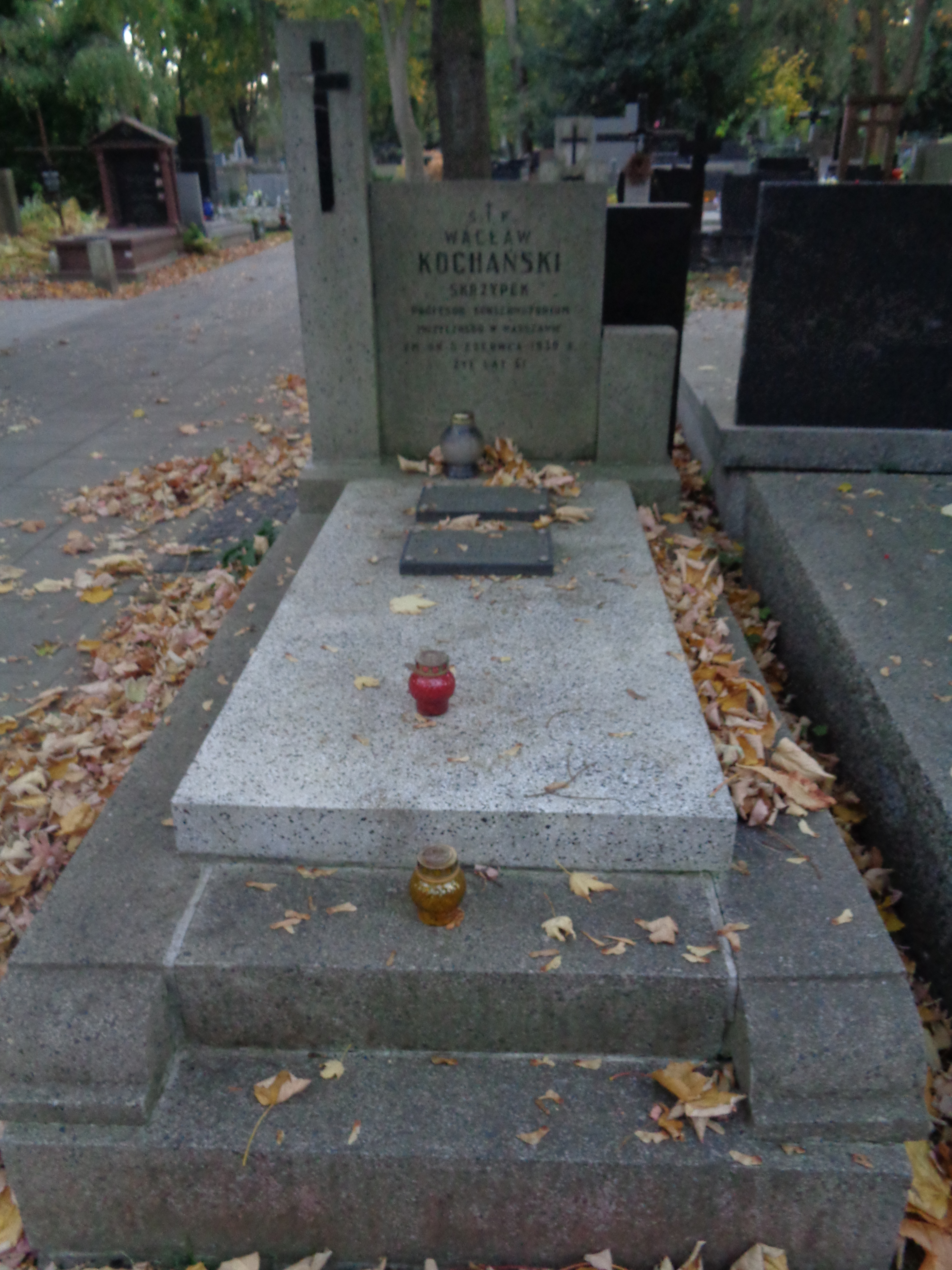
Grób na wojskowych Powązkach

Zmarł w Warszawie. Pochowany na Cmentarzu Wojskowym na Powązkach (kwatera A 17-7-30).

## Ordery i odznaczenia
- Złoty Krzyż Zasługi (10 listopada 1933)[3]
- Kawaler I Klasy Orderu Wazów (Szwecja, 1933)[4]
- Krzyż Oficerski Orderu Korony (Belgia, 1937)[5]